# Gunbus 410
Gunbus 410 je motocikel, ki ga je zasnovalo nemško podjetje Leonhardt Manufacturing. Velja za največji delujoči motocikel na svetu. Gunbus 310 je dol 3,47 metra, poganja ga 6,7 litrski dvovaljni V-motor. Sprednja guma ima premer 96cm in je 11 28 cm široka, zadnja pa ima premer 107 cm in je široka 38 cm.Cena motocikla naj bi bila 350 tioč ameriških dolarjev. 